# Кольонія-Лапчина-Воля
Кольонія-Лапчина-Воля (пол. Kolonia Łapczyna Wola) — село в Польщі, у гміні Ключевсько Влощовського повіту Свентокшиського воєводства.
Населення — 57 осіб (2011).
У 1975-1998 роках село належало до Пйотрковського воєводства.

## Демографія
Демографічна структура на день 31 березня 2011 року:
|          | Загалом | Допрацездатний вік | Працездатний вік | Постпрацездатний вік |
| -------- | ------- | ------------------ | ---------------- | -------------------- |
| Чоловіки | 28      | 8                  | 18               | 2                    |
| Жінки    | 29      | 9                  | 15               | 5                    |
| Разом    | 57      | 17                 | 33               | 7                    |